# Heisei-Zeit
Heisei (japanisch 平成, Ligatur: ㍻) ist das Nengō (Regierungsdevise) des emeritierten Tennō Akihito und bezeichnet den Zeitraum vom 8. Januar 1989 bis zum 30. April 2019, der als Heisei-Zeit (平成時代, Heisei-jidai) bezeichnet wird. Der Heisei-Zeit ging die Shōwa-Zeit voraus. Am 1. Mai 2019 wurde sie durch die Reiwa-Zeit abgelöst.

## Etymologie
Der Begriff Heisei wurde aus den beiden klassischen chinesischen Geschichtswerken Shiji und Shujing entlehnt. Im Shiji findet sich in einem Abschnitt, der den mythischen Kaiser Shun preist, der Satz 內平外成 / 内平外成,  nèi píng wài chéng  (jap. naihei gaisei, Kanbun: 内平かに外成る, uchi tairaka ni soto naru) in der Bedeutung „Friede im Innern wirkt nach Außen“ oder „Frieden nach innen, Versöhnung nach außen“ und im Shujing der Satz 地平天成,  dì píng tiān chéng (Kanbun: 地平かに天成る, chi tairaka ni ten naru) in der Bedeutung „Das Land ist friedlich und der Himmel ist klar“. Heisei als Kombination beider lässt sich daher als „Frieden innen und außen, im Himmel und auf der Erde“ bzw. kurz „Frieden überall“ verstehen.

## Wichtige Ereignisse
Die Heisei-Zeit ist geprägt von der japanischen Wirtschaftskrise nach dem Zusammenbruch der so genannten Bubble Economy (Ushinawareta Nijūnen). Bedeutende Katastrophen der Heisei-Periode waren das große Hanshin-Erdbeben bei Kōbe am 17. Januar 1995, der Sarin-Giftgasanschlag Ōmu Shinrikyōs auf die U-Bahn von Tōkyō am 20. März 1995 und das Tōhoku-Erdbeben und -Tsunami einschließlich der Nuklearkatastrophe von Fukushima am 11. März 2011. Diese Ereignisse, die Wirtschaftskrise sowie politische und gesellschaftliche Umbrüche rissen die japanische Gesellschaft aus dem bisherigen Gefühl einer relativen Sicherheit, denn seit dem Ende des Zweiten Weltkrieges hatte das Land nichts Vergleichbares erlebt.
Zunehmende Konflikte gab es auch mit den Nachbarn China, bedingt durch dessen wirtschaftlichen Aufstieg und die mangelnde Aufarbeitung japanischer Kriegsverbrechen im Zweiten Weltkrieg (siehe Yasukuni-Schrein), Südkorea (siehe Liancourt-Felsen und Trostfrauen), sowie Nordkorea bedingt durch deren atomare Bewaffnung. Mit beiden Chinas liegt Japan außerdem um die Senkaku-Inselgruppe im Streit, der bereits von allen Seiten mit einer militärischen Drohkulisse unterlegt wurde. Unter dem Eindruck dieser Bedrohungen kam es zu einer Änderung der bisherigen pazifistischen Außen- und Verteidigungspolitik Japans, nachdem das Land unter Premierminister Jun’ichirō Koizumi bereits Soldaten der Selbstverteidigungsstreitkräfte an der Seite der USA in den Irak entsandt hatte. Auch über eine Lockerung des Artikels 9 der japanischen Verfassung debattiert die Öffentlichkeit Japans. Im März 2016 erließ Premierminister Shinzō Abe ein Gesetz zur kollektiven Selbstverteidigung, das den Handlungsraum der Selbstverteidigungsstreitkräfte insofern erweitert, als sie nun zur Rettung japanischer Staatsbürger Stützpunkte von Verbündeten verteidigen dürfen.
Nach seinem Tod wird nach japanischem Brauch auch Akihito selbst mit dem Namen Heisei bezeichnet werden.

### Politische Ereignisse
- 1993: Morihiro Hosokawa (JNP) wird erster Nicht-LDP-Premierminister seit 1955
- 1994: Reform des japanischen Wahlrechts
- 2005: Parlamentsbeschluss zur Postprivatisierung
- 2009: Die LDP stellt nach den Parlamentswahlen erstmals nicht die größte Fraktion. Yukio Hatoyama, (DPJ) wird Premierminister

### Kulturelle und sportliche Ereignisse
- 1995: Giftgasanschlag in der Tokioter U-Bahn durch die neureligiöse Gruppierung Ōmu Shinrikyō
- 1998: Olympische Winterspiele in Nagano
- 2002: Fußball-Weltmeisterschaft in Südkorea und Japan
- 2005: Weltausstellung Expo 2005 in Aichi
- 2012: Fertigstellung des Tokyo Skytree

### Naturkatastrophen
- 1995: Erdbeben von Kōbe
- 2004: Chūetsu-Erdbeben
- 2011: Tōhoku-Seebeben
- 2016: Kumamoto-Erdbeben
- 2018: Unwetter in Westjapan

## Umrechnung in den gregorianischen Kalender
| Heisei-Jahr              | 1    | 2    | 3    | 4    | 5    | 6    | 7    | 8    | 9    | 10   | 11   | 12   | 13   | 14   | 15   | 16   |
| ------------------------ | ---- | ---- | ---- | ---- | ---- | ---- | ---- | ---- | ---- | ---- | ---- | ---- | ---- | ---- | ---- | ---- |
| Gregorianischer Kalender | 1989 | 1990 | 1991 | 1992 | 1993 | 1994 | 1995 | 1996 | 1997 | 1998 | 1999 | 2000 | 2001 | 2002 | 2003 | 2004 |
| Heisei-Jahr              | 17   | 18   | 19   | 20   | 21   | 22   | 23   | 24   | 25   | 26   | 27   | 28   | 29   | 30   | 31   |      |
| Gregorianischer Kalender | 2005 | 2006 | 2007 | 2008 | 2009 | 2010 | 2011 | 2012 | 2013 | 2014 | 2015 | 2016 | 2017 | 2018 | 2019 |      |